# Josh Hutcherson
Joshua Ryan "Josh" Hutcherson (sinh ngày 12 tháng 10 năm 1992) là một diễn viên người Mỹ. Là người gốc Kentucky, Hutcherson đã bắt đầu sự nghiệp diễn xuất của mình trong những năm 2000, và xuất hiện trong nhiều quảng cáo và phim truyền hình và các vai phụ trước khi nổi bật với vai diễn quan trọng đầu tiên của mình vào năm 2002 trong tập phim thí điểm House Blend. Vai diễn điện ảnh đầu tiên của anh là vào năm phim 2003 Miracle Dogs trên Animal Planet, theo sau là một vai diễn motion capture trong The Polar Express (2004) và một vai trò lồng tiếng trong Howl Moving Castle (2005).
Các vai diễn trong phim đáng chú ý khác của Hutcherson là trong Zathura (2005), RV (2006), Bridge to Terabithia (2007), Journey to the Center of the Earth (2008) và The Kids Are All Right (2010).

## Cuộc đời
Hutcherson sinh ngày 12 tháng 10 năm 1992 tại Union, Kentucky. Hutcherson là con trai lớn của Michelle (nhũ danh Fightmaster), một cựu nhân viên của Delta Air Lines, người hiện đang hỗ trợ sự nghiệp của Josh, và Chris Hutcherson, một nhà phân tích của Cơ quan Bảo vệ Môi trường Hoa Kỳ (EPA). Cha mẹ của anh, người cũng đã được sinh ra và lớn lên ở Kentucky, đã gặp nhau tại trường trung học ở Dry Ridge. Anh có một người em trai tên là Connor.
Sưu hứng thú của Hutcherson với diễn xuất đã bộc phát từ khi anh là một đứa trẻ mặc dù cha mẹ anh không quan tâm đến con đường nghệ thuật này. Theo như anh nói, anh đã "yêu ngành công nghiệp giải trí" từ khi bốn tuổi. Cha anh nói rằng con trai ông bị buộc phải diễn cho những người từ độ tuổi rất trẻ, sở hữu một tính cách thu hút sự chú ý của mọi người. Mẹ anh nói rằng anh "nghe trộm chúng tôi rất nhiều" để thành trở thành một diễn viên,